# یواس‌اس کامت (ای‌پی-۱۶۶)
یواس‌اس کامت (ای‌پی-۱۶۶) (به انگلیسی: USS Comet (AP-166)) یک کشتی بود که طول آن ۴۵۹ فوت ۲ اینچ (۱۳۹٫۹۵ متر) بود. این کشتی در سال ۱۹۴۲ ساخته شد.